# Puchar Króla (2018/2019)
Puchar Króla 2018/2019 – 115. edycja Pucharu Króla. Rozgrywki rozpoczęły się 5 września 2018 i zakończyły się finałem rozgrywanym 25 maja 2019 na Estadio Benito Villamarín w Sewilli. W finale spotkali się obrońca tytułu FC Barcelona i Valencia CF. Valencia pokonała rywala 2:1 i zdobyła Puchar Króla.

## Zakwalifikowane drużyny
Poniższe drużyny zakwalifikowały się do udziału w Copa del Rey 2018/2019:
20 drużyn z Primera División (2017/2018):
| - Athletic Bilbao - Atlético Madryt - FC Barcelona - Celta Vigo - Deportivo Alavés - Deportivo La Coruña - SD Eibar - RCD Espanyol - Getafe CF - Girona FC | - UD Las Palmas - CD Leganés - Levante UD - Málaga CF - Real Betis - Real Madryt - Real Sociedad - Sevilla FC - Valencia CF - Villarreal CF |

20 zespołów z Segunda División (2017/2018):
| - Albacete Balompié - AD Alcorcón - UD Almería - Cádiz CF - Córdoba CF - Cultural Leonesa - Gimnàstic Tarragona - Granada CF - SD Huesca - Lorca FC | - CD Lugo - CD Numancia - CA Osasuna - Rayo Vallecano - Real Oviedo - CF Reus Deportiu - Sporting Gijón - CD Tenerife - Real Valladolid - Real Saragossa |

25 zespoły z Segunda División B (2017/2018). Zespoły z pięciu najlepszych miejsc z czterech grup (oprócz drużyn rezerw) oraz pięć drużyn z największą liczbą punktów (nie wliczając drużyn rezerw):
| - CF Badalona - Barakaldo CF - FC Cartagena - UE Cornellà - CD Ebro - Elche CF - Extremadura UD - Fuenlabrada - SD Gernika - Lleida Esportiu - RCD Mallorca - Marbella - Melilla | - CD Mirandés - Real Murcia - CDA Navalcarnero - Ontinyent CF - Racing Santander - Rápido de Bouzas - Rayo Majadahonda - CF Talavera de la Reina - CD Tudelano - UCAM Murcia - UD Logroñés - CF Villanovense |

18 drużyn z Tercera División (2017/18). Zwycięzcy każdej z osiemnastu grup (oprócz drużyn rezerw):
| - CD Calahorra - CD Castellón - AD Ceuta FC - SD Compostela - UB Conquense - SCD Durango - CD Don Benito - Gimnástica de Torrelavega - Internacional de Madrid | - Real Jaén - UP Langreo - CD Mensajero - UD Mutilvera - UD Poblense - UE Sant Andreu - CD Teruel - Unionistas de Salamanca CF - Yeclano Deportivo |

## 1/16 finału
Pierwsze mecze rozgrywane były pomiędzy 30 października a 1 listopada 2018 roku (jeden mecz odbył się 28 listopada), natomiast rewanże pomiędzy 4 a 6 grudnia 2018 roku.
| Drużyna 1                            | Wynik dwumeczu | Drużyna 2       | Pierwszy mecz | Drugi mecz |
| ------------------------------------ | -------------- | --------------- | ------------- | ---------- |
| Cultural Leonesa                     | 1:5            | FC Barcelona    | 0:1           | 1:4        |
| CD Ebro                              | 1:3            | Valencia CF     | 1:2           | 0:1        |
| UE Sant Andreu                       | 0:5            | Atlético Madryt | 0:1           | 0:4        |
| UD Melilla                           | 1:10           | Real Madryt     | 0:4           | 1:6        |
| CF Villanovense                      | 0:1            | Sevilla FC      | 0:0           | 0:1        |
| Racing Santander                     | 0:5            | Real Betis      | 0:1           | 0:4        |
| UD Almería                           | 3:11           | Villarreal CF   | 3:3           | 0:8        |
| RCD Mallorca                         | 2:4            | Real Valladolid | 1:2           | 1:2        |
| Cádiz CF                             | 2:2 (br. wyj.) | RCD Espanyol    | 2:1           | 0:1        |
| Sporting Gijón                       | 4:2            | SD Eibar        | 2:0           | 2:2        |
| CD Lugo                              | 1:3            | Levante UD      | 1:1           | 0:2        |
| Córdoba CF                           | 2:7            | Getafe CF       | 1:2           | 1:5        |
| Athletic Bilbao                      | 8:0            | SD Huesca       | 4:0           | 4:0        |
| Deportivo Alavés                     | 3:4            | Girona FC       | 2:2           | 1:2        |
| CD Leganés                           | 3:2            | Rayo Vallecano  | 2:2           | 0:1        |
| Celta Vigo                           | 1:3            | Real Sociedad   | 1:1           | 0:2        |
| Po lewej gospodarz pierwszego meczu. |                |                 |               |            |

## 1/8 finału
Pierwsze mecze rozgrywane były pomiędzy 8 a 10 stycznia 2019 roku, natomiast rewanże pomiędzy 15 a 17 stycznia 2019 roku.
| Drużyna 1                            | Wynik dwumeczu | Drużyna 2       | Pierwszy mecz | Drugi mecz |
| ------------------------------------ | -------------- | --------------- | ------------- | ---------- |
| Real Madryt                          | 3:1            | CD Leganés      | 3:0           | 0:1        |
| Getafe CF                            | 2:1            | Real Valladolid | 1:0           | 1:1        |
| Real Betis                           | 2:2 (br. wyj.) | Real Sociedad   | 0:0           | 2:2        |
| Levante UD                           | 2:4            | FC Barcelona    | 2:1           | 0:3        |
| Athletic Bilbao                      | 2:3            | Sevilla FC      | 1:3           | 1:0        |
| Sporting Gijón                       | 2:4            | Valencia CF     | 2:1           | 0:3        |
| Girona FC                            | 4:4 (br. wyj.) | Atlético Madryt | 1:1           | 3:3        |
| Villarreal CF                        | 3:5            | RCD Espanyol    | 2:2           | 1:3        |
| Po lewej gospodarz pierwszego meczu. |                |                 |               |            |

### Pierwsze mecze
| 8 stycznia 2019 21:30 CET | Sporting Gijón · Noblejas 34' · Blackman 79' | 2:1(1:1)Raport | Valencia CF · 45' Gameiro | El Molinón, Gijón Widzów: 9870 Sędzia: Alberto Undiano Mallenco |
|                           |                                              |                |                           |                                                                 |

| 9 stycznia 2019 19:30 CET | Girona FC · Lozano 34' | 1:1(1:1)Raport | Atlético Madryt · 9' Griezmann | Estadi Montilivi, Girona Widzów: 7770 Sędzia: Alejandro Hernández Hernández |
|                           |                        |                |                                |                                                                             |

| 9 stycznia 2019 20:30 CET | Villarreal CF · Ekambi 85' · Bacca 89' | 2:2(0:1)Raport | RCD Espanyol · 15' Darder · 71' López | Estadio de la Cerámica, Villarreal Widzów: 12 207 Sędzia: José Munuera Montero |
|                           |                                        |                |                                       |                                                                                |

| 9 stycznia 2019 20:30 CET | Getafe CF · Ángel 90+2' | 1:0(0:0)Raport | Real Valladolid | Coliseum Alfonso Pérez, Getafe Widzów: 6007 Sędzia: Mario Melero López |
|                           |                         |                |                 |                                                                        |

| 9 stycznia 2019 21:30 CET | Real Madryt · Ramos 44' (k.) · Vázquez 68' · Vinícius 77' | 3:0(1:0)Raport | CD Leganés | Estadio Santiago Bernabéu, Madryt Widzów: 44 231 Sędzia: Jesús Gil Manzano |
|                           |                                                           |                |            |                                                                            |

| 10 stycznia 2019 19:30 CET | Athletic Bilbao · San José 49' | 1:3(0:1)Raport | Sevilla FC · 6' Nolito · 53' Silva · 77' Ben Yedder | San Mamés, Bilbao Widzów: 33 847 Sędzia: Carlos del Cerro Grande |
|                            |                                |                |                                                     |                                                                  |

| 10 stycznia 2019 20:30 CET | Real Betis | 0:0(0:0)Raport | Real Sociedad | Estadio Benito Villamarín, Sewilla Widzów: 26 273 Sędzia: Santiago Jaime Latre |
|                            |            |                |               |                                                                                |

| 10 stycznia 2019 21:30 CET | Levante UD · Cabaco 4' · Mayoral 18' | 2:1(2:0)Raport | FC Barcelona · 85' (k.) Coutinho | Estadio Ciudad de Valencia, Walencja Widzów: 17 614 Sędzia: Ricardo de Burgos Bengoetxea |
|                            |                                      |                |                                  |                                                                                          |

### Rewanże
| 15 stycznia 2019 19:30 CET | Real Valladolid · Verde 50' | 1:1(0:1)Raport | Getafe CF · 29' (k.) Ángel | Estadio José Zorrilla, Valladolid Widzów: 11 183 Sędzia: Javier Alberola Rojas |
|                            |                             |                |                            |                                                                                |

| 15 stycznia 2019 21:30 CET | Valencia CF · Mina 65', 76' · Torres 90' | 3:0(0:0)Raport | Sporting Gijón | Estadio Mestalla, Walencja Widzów: 33 149 Sędzia: Xavier Estrada Fernández |
|                            |                                          |                |                |                                                                            |

| 16 stycznia 2019 19:30 CET | Atlético Madryt · Kalinić 12' · Correa 66' · Griezmann 84' | 3:3(1:1)Raport | Girona FC · 37' Fernández · 59' Stuani · 88' Doumbia | Wanda Metropolitano, Madryt Widzów: 45 221 Sędzia: Antonio Mateu Lahoz |
|                            |                                                            |                |                                                      |                                                                        |

| 16 stycznia 2019 20:30 CET | Sevilla FC | 0:1(0:0)Raport | Athletic Bilbao · 77' Guruzeta | Estadio Ramón Sánchez Pizjuán, Sewilla Widzów: 26 456 Sędzia: José González González |
|                            |            |                |                                |                                                                                      |

| 16 stycznia 2019 21:30 CET | CD Leganés · Braithwaite 30' | 1:0(1:0)Raport | Real Madryt | Estadio Municipal de Butarque, Leganés Sędzia: Juan Martínez Munuera |
|                            |                              |                |             |                                                                      |

| 17 stycznia 2019 19:30 CET | Real Sociedad · Zubeldia 40' · Merino 62' | 2:2(1:1)Raport | Real Betis · 37' Canales · 70' Morón | Estadio Anoeta, San Sebastián Widzów: 21 090 Sędzia: Eduardo Prieto Iglesias |
|                            |                                           |                |                                      |                                                                              |

| 17 stycznia 2019 20:30 CET | RCD Espanyol · Piatti 34' (k.) · Iglesias 37' (k.), 74' | 3:1(2:1)Raport | Villarreal CF · 42' Chukwueze | Estadi Cornellà-El Prat, Barcelona Widzów: 11 171 Sędzia: Pablo González Fuertes |
|                            |                                                         |                |                               |                                                                                  |

| 17 stycznia 2019 21:30 CET | FC Barcelona · Dembélé 30', 31' · Messi 54' | 3:0(2:0)Raport | Levante UD | Camp Nou, Barcelona Widzów: 42 838 Sędzia: José Sánchez Martínez |
|                            |                                             |                |            |                                                                  |

## 1/4 finału
Pierwsze mecze rozgrywane były pomiędzy 22 a 24 stycznia 2019 roku, natomiast rewanże pomiędzy 29 a 31 stycznia 2019 roku.
| Drużyna 1                            | Wynik dwumeczu | Drużyna 2    | Pierwszy mecz | Drugi mecz  |
| ------------------------------------ | -------------- | ------------ | ------------- | ----------- |
| RCD Espanyol                         | 2:4            | Real Betis   | 1:1           | 1:3 (dogr.) |
| Sevilla FC                           | 3:6            | FC Barcelona | 2:0           | 1:6         |
| Getafe CF                            | 2:3            | Valencia CF  | 1:0           | 1:3         |
| Real Madryt                          | 7:3            | Girona FC    | 4:2           | 3:1         |
| Po lewej gospodarz pierwszego meczu. |                |              |               |             |

### Pierwsze mecze
| 22 stycznia 2019 21:30 CET | Getafe CF · Molina 77' | 1:0(0:0)Raport | Valencia CF | Coliseum Alfonso Pérez, Getafe Widzów: 7021 Sędzia: Jesús Gil Manzano |
|                            |                        |                |             |                                                                       |

| 23 stycznia 2019 21:30 CET | Sevilla FC · Sarabia 58' · Ben Yedder 76' | 2:0(0:0)Raport | FC Barcelona | Estadio Ramón Sánchez Pizjuán, Sewilla Widzów: 38 403 Sędzia: Carlos del Cerro Grande |
|                            |                                           |                |              |                                                                                       |

| 24 stycznia 2019 19:30 CET | RCD Espanyol · Iglesias 27' | 1:1(1:0)Raport | Real Betis · 81' Sanabria | Estadi Cornellà-El Prat, Barcelona Widzów: 13 381 Sędzia: Antonio Mateu Lahoz |
|                            |                             |                |                           |                                                                               |

| 24 stycznia 2019 21:30 CET | Real Madryt · Vázquez 18' · Ramos 42' (k.), 77' · Benzema 80' | 4:2(2:1)Raport | Girona FC · 7' Lozano · 66' (k.) Granell | Estadio Santiago Bernabéu, Madryt Widzów: 50 865 Sędzia: Alberto Undiano Mallenco |
|                            |                                                               |                |                                          |                                                                                   |

### Rewanże
| 29 stycznia 2019 21:30 CET | Valencia CF · Rodrigo 61', 90+2', 90+3' | 3:1(0:1)Raport | Getafe CF · 1' Molina | Estadio Mestalla, Walencja Widzów: 34 140 Sędzia: Xavier Estrada Fernández |
|                            |                                         |                |                       |                                                                            |

| 30 stycznia 2019 19:30 CET | Real Betis · Lo Celso 76' · León 95' · Mandi 99' | 3:1 (dogr.)(0:1)Raport | RCD Espanyol · 33' Baptistão | Estadio Benito Villamarín, Sewilla Widzów: 40 028 Sędzia: Ricardo de Burgos Bengoetxea |
|                            |                                                  |                        |                              |                                                                                        |

| 30 stycznia 2019 21:30 CET | FC Barcelona · Coutinho 13' (k.), 53' · Rakitić 31' · Roberto 54' · L. Suárez 89' · Messi 90+2' | 6:1(2:0)Raport | Sevilla FC · 67' Arana | Camp Nou, Barcelona Widzów: 58 050 Sędzia: José Sánchez Martínez |
|                            |                                                                                                 |                |                        |                                                                  |

| 31 stycznia 2019 21:30 CET | Girona FC · Porro 71' | 1:3(0:2)Raport | Real Madryt · 27', 43' Benzema · 76' M. Llorente | Estadi Montilivi, Girona Widzów: 14 158 Sędzia: Juan Martínez Munuera |
|                            |                       |                |                                                  |                                                                       |

## 1/2 finału
Pierwsze mecze rozgrywane będą pomiędzy 6 a 7 lutego 2019 roku, natomiast rewanże pomiędzy 27 a 28 lutego 2019 roku.
| Drużyna 1                            | Wynik dwumeczu | Drużyna 2   | Pierwszy mecz | Drugi mecz |
| ------------------------------------ | -------------- | ----------- | ------------- | ---------- |
| Real Betis                           | 2:3            | Valencia CF | 2:2           | 0:1        |
| FC Barcelona                         | 4:1            | Real Madryt | 1:1           | 3:0        |
| Po lewej gospodarz pierwszego meczu. |                |             |               |            |

### Pierwsze mecze
| 6 lutego 2019 21:00 CET | FC Barcelona · Malcom 57' | 1:1(0:1)Raport | Real Madryt · 6' Vázquez | Camp Nou, Barcelona Widzów: 92 008 Sędzia: Antonio Mateu Lahoz |
|                         |                           |                |                          |                                                                |

| 7 lutego 2019 21:00 CET | Real Betis · Morón 45' · Joaquín 54' | 2:2(1:0)Raport | Valencia CF · 70' Czeryszew · 90+2' Gameiro | Estadio Benito Villamarín, Sewilla Widzów: 57 123 Sędzia: Carlos del Cerro Grande |
|                         |                                      |                |                                             |                                                                                   |

### Rewanże
| 27 lutego 2019 21:00 CET | Real Madryt | 0:3(0:0)Raport | FC Barcelona · 50', 73' (k.) L. Suárez · 69' (sam.) Varane | Estadio Santiago Bernabéu, Madryt Sędzia: José Sánchez Martínez |
|                          |             |                |                                                            |                                                                 |

| 28 lutego 2019 21:00 CET | Valencia CF · Rodrigo 56' | 1:0(0:0)Raport | Real Betis | Estadio Mestalla, Walencja Sędzia: José González González |
|                          |                           |                |            |                                                           |

## Finał
| 25 maja 2019 21:00 CET | FC Barcelona · Messi 73' | 1:2(0:2)Raport | Valencia CF · 21' Gameiro · 33' Rodrigo | Estadio Benito Villamarín, Sewilla Widzów: 53 698 Sędzia: Alberto Undiano Mallenco |
|                        |                          |                |                                         |                                                                                    |

| FC Barcelona | Valencia CF |

|                  | 13 | Jasper Cillessen  |     |     |
|                  | 2  | Nélson Semedo     |     | 46' |
|                  | 3  | Gerard Piqué      |     |     |
|                  | 15 | Clément Lenglet   |     |     |
|                  | 18 | Jordi Alba        |     |     |
|                  | 8  | Arthur            |     | 46' |
|                  | 5  | Sergio Busquets   | 61' |     |
|                  | 4  | Ivan Rakitić      |     | 76' |
|                  | 20 | Sergi Roberto     |     |     |
|                  | 10 | Lionel Messi (c)  |     |     |
|                  | 7  | Philippe Coutinho |     |     |
| Zmiany:          |    |                   |     |     |
|                  | 30 | Iñaki Peña        |     |     |
|                  | 23 | Samuel Umtiti     |     |     |
|                  | 24 | Thomas Vermaelen  |     |     |
|                  | 14 | Malcom            |     | 46' |
|                  | 21 | Carles Aleñá      |     | 76' |
|                  | 22 | Arturo Vidal      | 89' | 46' |
|                  | 43 | Carles Pérez      |     |     |
| Trener:          |    |                   |     |     |
| Ernesto Valverde |    |                   |     |     |

|                        | 1  | Jaume Domènech     |     |     |
|                        | 18 | Daniel Wass        |     |     |
|                        | 24 | Ezequiel Garay     |     |     |
|                        | 5  | Gabriel Paulista   |     |     |
|                        | 14 | José Gayà          | 53' |     |
|                        | 8  | Carlos Soler       |     |     |
|                        | 10 | Dani Parejo (c)    |     | 65' |
|                        | 17 | Francis Coquelin   |     |     |
|                        | 7  | Gonçalo Guedes     |     |     |
|                        | 19 | Rodrigo Moreno     |     | 88' |
|                        | 9  | Kévin Gameiro      |     | 72' |
| Zmiany:                |    |                    |     |     |
|                        | 13 | Neto               |     |     |
|                        | 12 | Mouctar Diakhaby   |     | 88' |
|                        | 15 | Toni Lato          |     |     |
|                        | 21 | Cristiano Piccini  |     | 72' |
|                        | 6  | Geoffrey Kondogbia | 70' | 65' |
|                        | 20 | Ferran Torres      |     |     |
|                        | 22 | Santiago Mina      |     |     |
| Trener:                |    |                    |     |     |
| Marcelino García Toral |    |                    |     |     |

| Copa del Rey 2018–19 Zwycięzcy |
| ------------------------------ |
| Valencia CF 8. Tytuł           |

## Strzelcy
| Zawodnik          | Liczba goli | Drużyna          |
| ----------------- | ----------- | ---------------- |
| Ángel Rodríguez   | 5           | Getafe CF        |
| Karl Toko Ekambi  | 5           | Villarreal CF    |
| Rodrigo Moreno    | 5           | Valencia CF      |
| Aritz Aduriz      | 4           | Athletic Bilbao  |
| Karim Benzema     | 4           | Real Madryt      |
| Santiago Mina     | 4           | Valencia CF      |
| Daniele Verde     | 4           | Real Valladolid  |
| Lionel Messi      | 3           | FC Barcelona     |
| Kévin Gameiro     | 3           | Valencia CF      |
| Aridane Santana   | 3           | Cultural Leonesa |
| Luis Suárez       | 3           | FC Barcelona     |
| Carlos Bacca      | 3           | Villarreal CF    |
| Philippe Coutinho | 3           | FC Barcelona     |
| Borja Iglesias    | 3           | RCD Espanyol     |
| Sergio León       | 3           | Real Betis       |
| Sergio Ramos      | 3           | Real Madryt      |
| David Torres      | 3           | Ontinyent CF     |
| Marco Asensio     | 3           | Real Madryt      |